# Ligne de Moret - Veneux-les-Sablons à Lyon-Perrache
La ligne de Moret - Veneux-les-Sablons à Lyon-Perrache est une ligne ferroviaire reliant les gares de Moret-Veneux-les-Sablons et de Lyon-Perrache via Nevers, Saint-Germain-des-Fossés et Saint-Étienne, traversant quatre régions administratives (Île-de-France, Centre-Val de Loire, Bourgogne-Franche-Comté et Auvergne-Rhône-Alpes). Elle constitue la ligne 750 000 du réseau ferré national.
Elle fut longtemps utilisée comme itinéraire de dédoublement de la ligne de Paris à Lyon via Dijon, en particulier pour le fret, malgré un parcours plus long de 49 km. L'achèvement de l'électrification de Paris-Lyon à Lyon-Perrache via Dijon le 27 mai 1952 mis fin à cette fonction.
Le tronçon de Moret-Veneux-les-Sablons à Saint-Germain-des-Fossés resta très utilisé puisqu'il fut emprunté par les relations Paris – Clermont-Ferrand. Au sud, les relations assurées par TGV entre Paris et Saint-Étienne utilisent la section entre Givors-Canal et Saint-Étienne. Enfin, le courant transversal entre les Pays de la Loire et la région lyonnaise créa un certain trafic entre Saincaize et Le Coteau.

## Histoire

### Chronologie
- 5 octobre 1850 : ouverture de Nevers à Saincaize.
- 15 mai 1853 : ouverture de Saincaize à Moulins.
- 22 août 1853 : ouverture de Moulins à Varennes-sur-Allier.
- 19 juin 1854 : ouverture de Varennes-sur-Allier à Saint-Germain-des-Fossés.
- 13 juin 1857 : ouverture de Saint-Germain-des-Fossés à Lapalisse - Saint-Prix.
- 24 novembre 1857 : ouverture du Coteau à Lyon-Perrache (tracé définitif).
- 7 juin 1858 : ouverture de Lapalisse - Saint-Prix à Roanne.
- 3 novembre 1858 : ouverture de Roanne au Coteau.
- 14 août 1860 : ouverture de Moret-Veneux-les-Sablons à Montargis.
- 21 septembre 1861 : ouverture de Montargis à Nevers.

### Origine
Le tronçon entre Saint-Étienne et Saint-Just-sur-Loire est issu de la concession par ordonnance royale du 26 février 1823 de la ligne de Saint-Étienne à Andrézieux, première voie ferrée construite en France. Cette ligne a été mise en service le 30 juin 1827 par la Compagnie du chemin de fer de Saint-Étienne à la Loire. Le tronçon entre Saint-Just-sur-Loire et Le Coteau est issu de la concession de la ligne « d'Andrézieux à Roanne » par ordonnance royale du 27 août 1828. Cette ligne a été mise en service en totalité en mars 1833 par la Compagnie du chemin de fer de la Loire. Le tronçon entre Saint-Étienne et Lyon est issu de la concession par ordonnance royale du 7 juin 1826 de la ligne de Saint-Étienne à Lyon. Cette ligne a été mise en service en totalité en octobre 1832 par la Compagnie du chemin de fer de Saint-Étienne à Lyon. Ces tronçons ont connu plusieurs rectifications de tracé, notamment à la suite de la fusion des trois compagnies initiales au sein de la Compagnie des chemins de fer de jonction du Rhône à la Loire, acté par une loi le 10 juin 1853.
Dès le 15 octobre suivant, la Compagnie du chemin de fer Grand-Central de France rachète la Compagnie des chemins de fer de jonction du Rhône à la Loire. Ce rachat est approuvé par décret impérial le 26 décembre 1855.
La section de Saincaize à Saint-Germain-des-Fossés, partie d'un itinéraire de Bourges à Clermont, est déclarée d'utilité publique par une loi le 26 juillet 1844. Cette même loi autorise la concession ultérieure de la ligne.
La section de Saincaize à Nevers est concédée à la Compagnie du chemin de fer du Centre par une loi le 4 décembre 1848.
La section de Saincaize à Roanne, partie d'un ensemble de lignes « du Bec-d'Allier à Clermont, avec embranchement de Saint-Germain des Fossés sur Roanne », est concédée à la Compagnie du chemin de fer de Paris à Orléans par une convention signée le 27 mars 1852 entre le ministre des Travaux publics et la Compagnie. Cette convention est approuvée par un décret à la même date. Cette même loi transfère la concession du tronçon de Nevers à Saincaize de la Compagnie du chemin de fer du Centre à la Compagnie du chemin de fer de Paris à Orléans.
Les 2 février et 6 avril 1855, les compagnies des chemins de fer de Paris à Orléans, de Paris à Lyon, et du Grand-Central signent avec le ministre des Travaux publics une convention portant création d'une société en commandite, connue sous le nom de syndicat du Bourbonnais. La convention attribue aussi à la société la concession d'un chemin de fer « de Paris à Lyon par Corbeil et Moret, Nevers, Roanne et Saint-Étienne, d'un côté, Tarare de l'autre ». Les trois compagnie apportant les tronçons de Paris à Corbeil, de Nevers à Roanne, et du Coteau à Lyon, déjà concédés à la nouvelle société qui reçoit en outre la concession de l'État du tronçon de Corbeil à Moret et Nevers. Cette convention est approuvée par décret impérial le 7 avril 1855. La société reçoit la concession de la jonction entre Roanne et Le Coteau par une convention signée avec le ministre des Travaux publics le 11 avril 1855. Cette convention est approuvée par décret impérial le 26 décembre 1855.
Mais la Compagnie du chemin de fer Grand-Central de France, victime d'une déconfiture financière, est démantelée en 1857. Cela provoque la disparition de la société commune qui est démembrée au profit de la Compagnie du chemin de fer de Paris à Orléans et de la constitution de la Compagnie des chemins de fer de Paris à Lyon et à la Méditerranée. Cette dernière compagnie récupère notamment la concession de la ligne de Moret à Lyon par le Bourbonnais lors de sa création par la convention signée le 11 avril 1857 entre le ministre des Travaux publics, la Compagnie du chemin de fer de Paris à Lyon et la Compagnie du chemin de fer de Lyon à la Méditerranée. Cette convention est approuvée par décret le 19 juin 1857.

### L'époque PLM
Au XIXe siècle, de nombreuses usines étaient installées près de la ligne : extraction de sable à Bourron-Marlotte et Nemours, pneumatiques à Montargis, usine métallurgique à Fourchambault et Saincaize, cimenterie à Créchy, etc. Les domaines agricoles utilisaient également le rail, notamment dans le Gâtinais, le Nivernais et le Bourbonnais.
Lorsque la radiale de Paris à Clermont-Ferrand via Gannat était achevée, la ligne comptait neuf gares ouvertes entre Moret et Montargis,, dix-huit entre Montargis (exclue) et Nevers,, onze entre Nevers (exclue) et Saint-Germain-des-Fossés, sept entre Saint-Germain-des-Fossés exclue et Roanne, quinze entre Roanne et Saint-Étienne et 21 entre Saint-Étienne exclue et Lyon.
En 1871, un train express reliait Paris à Saint-Germain-des-Fossés et à Vichy, en complément d'un Paris – Nîmes, avec une vitesse ne dépassant pas 100 km/h. Par ailleurs, à la fin des années 1890, les trains transportant du charbon de La Vernarède, La Levade et de Trescol, à destination de Marseille, devaient utiliser une partie de la ligne entre Saint-Étienne et Givors à la suite d'un mouvement de terrain entre La Levade et La Grand-Combe.
La ligne voit aussi se développer les transversales utilisant en partie la ligne Moret-Lyon dans les années 1920 : un Nantes – Lyon et un Nevers – Lyon de nuit via Saint-Germain-des-Fossés et Roanne (ces trains continuent vers Lyon par Tarare), un train Bordeaux – Milan via Saint-Germain, Roanne, Tarare et Lyon (utilisation de la ligne entre Saint-Germain et Roanne), ainsi qu'un train de nuit Bordeaux – Genève  via Saint-Germain, Roanne, Saint-Étienne et Lyon (utilisation de la ligne entre Saint-Germain et Lyon). Aussi la gare de Saint-Germain-des-Fossés joua-t-elle « un rôle majeur […] pour les coupes et raccords des rames Nîmes et Saint-Étienne et le rebroussement des trains Bordeaux – Lyon ». À cette époque, il fallait près de deux heures pour relier Paris et Montargis, quatre heures pour Nevers, cinq pour Moulins et sept pour Clermont-Ferrand via Gannat.
En 1934, le PLM mettait en service une relation entre Paris et Clermont-Ferrand, via Corbeil, Malesherbes (ligne de Villeneuve-Saint-Georges à Montargis), Vichy et la nouvelle ligne vers Riom (utilisation de la ligne Moret–Lyon entre Montargis et Saint-Germain-des-Fossés, du fait de la présence de quatre arrêts commerciaux sur la ligne), assurée en autorails Bugatti. Ces autorails permettaient d'atteindre 130 km/h, alors que les trains à vapeur ne pouvaient dépasser 120 km/h.

### Depuis la création de la SNCF
À la naissance de la SNCF en 1938, cinq trains reliaient Paris à Clermont-Ferrand ou Saint-Étienne. Aussi les temps de parcours furent-ils diminués à « 2 h 23 pour Nevers, 3 h 2 pour Moulins [et] 4 h 20 pour Clermont-Ferrand » pour ces trains utilisant la ligne. Cependant, l'exploitation fut appauvrie pendant la Seconde Guerre mondiale ; ne circulent plus en 1940 qu'un train de jour Paris – Saint-Étienne et un Dijon – Clermont-Ferrand via Nevers, ainsi qu'un train de nuit Paris – Lyon par Nevers et Saint-Étienne, utilisant donc quasiment toute la ligne. Les bombardements allemands imposent même aux trains de voyageurs utilisant habituellement l'artère impériale de passer « par Montargis, Nevers, Moulins et Paray-le-Monial » (cette circulation reprenant son itinéraire normal en 1945). De même, le trafic est interrompu à la suite de la destruction de ponts, notamment le pont sur le canal du Loing à Souppes. L'exploitation reprend après divers travaux de réparation (mais les trains pour Clermont-Ferrand sont détournés par Vierzon), mais ces temps de parcours sont sévèrement dégradés au service d'été 1941 (3 h 25 pour Nevers, 4 h 54 pour Moulins et 7 h 50 pour Clermont-Ferrand).
Dans les années 1960, des trains reliant Paris à Lyon ont été déviés par Nevers, Moulins et Saint-Étienne à la suite de graves accidents sur la ligne impériale. Les locomotives à vapeur utilisées sur les relations de Paris à Clermont-Ferrand, jusqu'alors assurées par des 141 R et des 241 P, ainsi que par des 231 G, sont progressivement remplacées par des locomotives diesel BB 67000. Le prototype des ETG a circulé en essais à 212 km/h entre Saincaize et Saint-Germain-des-Fossés.

### Modernisation de la ligne

#### Des relèvements de vitesse bénéfiques pour les trains Paris – Clermont-Ferrand
Dans les années 1970, la relation de Paris à Clermont-Ferrand, utilisant la ligne entre Moret et Saint-Germain-des-Fossés, bénéficie d'une amélioration conséquente d'un temps de parcours « de 30 à 60 minutes » par l'utilisation des CC 72000 sur de multiples sections parcourables à 140 km/h. De nombreux travaux sont menés pour augmenter le plafond de vitesse à 150 et 160 km/h entre 1974 et 1976 : rectifications de tracé, remplacements d'appareils de voie, renouvellements de voie avec utilisation de longs rails soudés au nord de Nevers, remplacement du block manuel Sud-Est par le block automatique lumineux.

#### Relèvement de vitesse entre Saincaize et Saint-Germain-des-Fossés
Des travaux de relèvement de vitesse à 200 km/h ont été effectués entre Saincaize et Saint-Germain-des-Fossés. Même si les trains entre Paris et Clermont-Ferrand marquant les arrêts à Nevers et Moulins sur la ligne peuvent atteindre cette vitesse (à condition que la locomotive et toutes les voitures du train soient aptes), il existe un train sans arrêt dans chaque sens reliant les gares de Paris-Bercy et de Clermont-Ferrand en 3 h environ (il s'agit des trains 5954 et 5977, ne circulant qu'en semaine). Ce relèvement de vitesse ne concerne pas les TER, limités à 160 km/h.
Dans le cadre du CPER 2007-2013 conclu entre l'État et la Région Auvergne, des travaux de relèvement de vitesse et d'adaptation de la signalisation ont été engagés pour un coût de 20 millions d'euros. Plusieurs passages à niveau ont été supprimés :
- le PN 154 à Chazeuil, village de Varennes-sur-Allier, jugé préoccupant, a été supprimé en 2007 par construction d'une déviation de la RD 46[16],[17] ;
- le PN 155 à Varennes-sur-Allier : fin 2010, pour compenser sa suppression, une nouvelle route a été créée débouchant près de la base militaire[18] ;
- le PN 156 coupant la RD 75 au sud de Varennes-sur-Allier, qui a fait l'objet d'une étude d'impact (rejetée) car la route départementale à rétablir est située dans la ZNIEFF du Val d'Allier et à proximité d'un site Natura 2000[19] ;
- le PN 159 à Créchy.

#### Agglomération lyonnaise
Dans le cadre du prolongement de la ligne B du métro de Lyon jusqu'à la station Gare d'Oullins (mise en service en décembre 2013), RFF a procédé au réaménagement des quais de la gare, à la création d'un passage souterrain piétonnier et d'un pont-rail préfabriqué sur place (ripé en mai 2013) et à la fermeture d'un passage à niveau. Situé rue Pierre-Semard, celui-ci a été définitivement supprimé en février 2014.
Dans le 2e arrondissement de Lyon, juste après le franchissement du pont de la Mulatière, la ligne passe dans le quartier de la Confluence.
Le 18 août 2014, le pont-rail Panama, long de 43 m, reliant la rue Hrant-Dink au cours Charlemagne, est mis en service (technique du ripage) afin de désenclaver le port Rambaud. Les travaux de création de ce pont, situé au PK 557,6, ont nécessité la coupure du trafic et le détournement des trains Lyon – Saint-Étienne par la rive gauche du Rhône, via Saint-Fons. Son coût est de 10 192 000 euros hors taxes. Deux ponts-rails avaient aussi été créés en utilisant la même technique, lors du prolongement de la rue Casimir-Périer en 2005 et du cours Bayard en 2008. Un autre pont-rail, baptisé Magellan, a été créé en 2015 pour désengorger la circulation sur le cours Charlemagne.

## Caractéristiques

### Tracé et profil
Les déclivités maximum sont situées entre Givors et Saint-Étienne et atteignent 14 ‰.
La ligne a connu de profondes modifications entre Oullins et Lyon-Perrache, avec la création de nombreux ponts-rails dans le cadre du réaménagement du quartier de la Confluence (rue Casimir-Périer en 2005, cours Bayard en 2008, Panama en 2014). Elle passe au premier étage du centre commercial de Confluence juste avant de franchir un nouveau pont sur la place nautique. Cette nouvelle configuration remplace l'ancienne gare de marchandises de Perrache 2, détruite dans les années 2000 pour l'occasion[réf. souhaitée].

### Ouvrages d'art

#### Viaducs
- Viaduc de Montigny-sur-Loing, ouvrage mineur précédant la gare de Montigny-sur-Loing, vers 1860.
- Viaduc ferroviaire de la Loire à Nevers à la sortie sud de la gare de Nevers, 1850[27].
- Pont de la Mulatière à la sortie nord du tunnel du même nom, longeant la RN 7 (anciennement autoroute A7). Ce pont a été construit en 1830 en mode mixte avec la route, mais emporté par une crue de la Saône en 1840. Le pont ferroviaire fut construit entre 1912 et 1916[28] mais il est dynamité en 1944 pendant la Seconde Guerre mondiale. Il sera reconstruit en 1946 et est réadapté dans le cadre de l'électrification de la ligne en 1957[29].

#### Tunnels
Il existe sur cette ligne un certain nombre de tunnels dont plusieurs ont été supprimés.
Le tunnel de Sampanges à Saincaize, situé sur la commune de Gimouille, en très mauvais état, et imposant une limitation de vitesse très réduite (30 km/h), a été supprimé en 1967 par la construction d'une déviation de 1 700 m, parcourable à 110 km/h. Son accès reste dangereux compte tenu de la densité très forte de la végétation.
Le tunnel de Saint-Pierre-le-Moûtier, long de 652 m, a été supprimé en 1986 lors de l'électrification, également par construction d'une déviation, pour cause de gabarit limité imposant une limitation de vitesse plus faible (140 km/h contre 160).
Le tunnel de Saint-Martin-d'Estréaux, à la limite entre les départements de l'Allier et de la Loire, long de 1 382 m, fut réalisé en roche fracturée provoquant des infiltrations d'eau. La rénovation de la voûte du tunnel et du sol a été effectuée en 2003 avec la création d'une voie sur dalle. En 2012, la traversée du tunnel a été limitée à 40 km/h. Entre 2014 et 2016 des travaux de régénération de ce tunnel ont été entrepris, afin de stabiliser l'infrastructure et rétablir la vitesse de 110 km/h.
Le tunnel du Crozet, près de La Pacaudière, a connu un accident très grave le 20 mars 1971. Un train (impair) composé de 52 wagons, tracté par une BB 67000, la BB 67106, et un autre train (pair) d'hydrocarbures, en provenance des raffineries de Feyzin en retard, circulent en même temps dans le tunnel. Mais le train pair déraille, ce qui a pour conséquence une collision et l'explosion des wagons d'hydrocarbures. L'incendie ne peut être maîtrisé à temps car toute approche était interdite le jour même. Le 18e wagon-citerne du train pair est le plus touché et est heurté par la locomotive du train impair. Ce sont plus de 500 m3 de carburant qui brûlent ; la température atteint 2 000 °C à l'intérieur du tunnel avec pour conséquence, lors des tentatives d'extraction du matériel accidenté dans le tunnel, des effondrements partiels de la voûte ainsi que l'apparition de fontis dans les champs situés au-dessus du tunnel. D'ailleurs, il était envisagé de renouveler le ballast sur la voie paire.
Il a donc été décidé de supprimer celui-ci, remplacé par une tranchée de grande profondeur, ce qui a pris plusieurs mois. Il est apparu à la fin des opérations que le granite de la voûte avait fondu.
L'accident a fait deux victimes, les conducteurs du train impair et un troisième lors de l'opération de déblaiement. Le trafic a repris dès le 26 juin 1971. Une stèle construite à proximité commémorant cette catastrophe a été inaugurée un an jour pour jour après l'accident.
Le tunnel de Terrenoire, long de 1 298 m, est l'un des plus vieux tunnels ferroviaires en France. Situé à la sortie sud-est de la gare de Saint-Étienne-Châteaucreux sur l'ancienne commune de Terrenoire rattachée depuis à Saint-Étienne, sa construction remonte à 1829, à l'origine à voie unique. Ce tunnel a été mis au gabarit double voie entre 1855 et 1857,.
Le tunnel de Couzon, long de 890 m, sur la commune de Rive-de-Gier, est le plus ancien tunnel de France. Sa construction remonte aux années 1820. Conçu à voie unique, il a été abandonné en 1856 après la construction d'un autre tunnel, plus court (552 m),. L'ancien tunnel est inscrit au titre des monuments historiques le 2 mai 1995.
Enfin, le dernier tunnel notable de la ligne est le tunnel de la Mulatière, long de 305 m, suivi immédiatement par le pont éponyme longeant la RN 7 (anciennement l'autoroute A7) et franchissant la Saône. Compte tenu de la reconstruction du pont dans les années 1910, l'axe du tunnel a été modifié.

## Infrastructure

### Signalisation
La ligne est équipée :
- du block automatique lumineux (BAL) de Moret à Montargis, de Nevers à Saint-Germain-des-Fossés et de Saint-Étienne-Châteaucreux à Lyon ;
- du block automatique à permissivité restreinte (BAPR) de Montargis à Nevers, de Saint-Germain-des-Fossés à Saint-Étienne sauf dans certaines gares entre Roanne et Saint-Étienne.

Le contrôle de vitesse par balises (KVB) est opérationnel entre Moret et Saint-Germain-des-Fossés et entre Saint-Étienne et Lyon.
Des liaisons avec les trains existent sous forme de radio sol-train sans transmission de données sur les sections électrifiées et avec transmission en dehors de ces sections.

### Électrification
Plusieurs tronçons de cette ligne ont été électrifiés :
- la gare de Moret-Veneux-les-Sablons (1,5 kV), le 10 août 1950 ;
- de Lyon-Perrache à Givors-Canal (1,5 kV), le 17 décembre 1957 ;
- de Saint-Étienne à Givors-Canal (1,5 kV), le 10 janvier 1958 ;
- de Moret-Veneux-les-Sablons au PK 123,550 (1,5 kV), le 8 mars 1988 ;
- du PK 123,550 à Nevers (25 kV - 50 Hz), le 9 mars 1988 ;
- de Nevers à Saincaize (25 kV - 50 Hz), le 7 septembre 1988 ;
- de Saincaize à Saint-Germain-des-Fossés (25 kV - 50 Hz), le 17 mai 1989.

Dans les années 1980, il avait été envisagé d'électrifier les lignes de Roanne à Lyon, via Saint-Étienne et via Tarare, dans un projet d'électrification totale entre Nantes et Lyon - les trains Intercités effectuant cette liaison empruntant la ligne entre Saincaize et Le Coteau, mais celui-ci a été ajourné. Le choix de jonction électrique entre le Bourbonnais et le Rhône n'est toujours pas décidé. En effet, depuis la mise sous tension à l'automne 2011 du tronçon de Bourges à Saincaize, les trains empruntent une voie non électrifiée à partir de Saint-Germain-des-Fossés. C'est pourquoi cette liaison est effectuée avec du matériel bimode (électrique et thermique).
Cette continuité électrique permet, en théorie, des relations commerciales entre la Bretagne, Nantes et Clermont-Ferrand.
La ligne est alimentée par plusieurs sous-stations, dont celles situées près de Nemours (1,5 kV) ; près de Dordives (1,5 kV) ; à Amilly, section de séparation avec le 25 kV ; à Neuvy-sur-Loire (25 kV) ; à Fourchambault (25 kV) ; à Billy (25 kV).

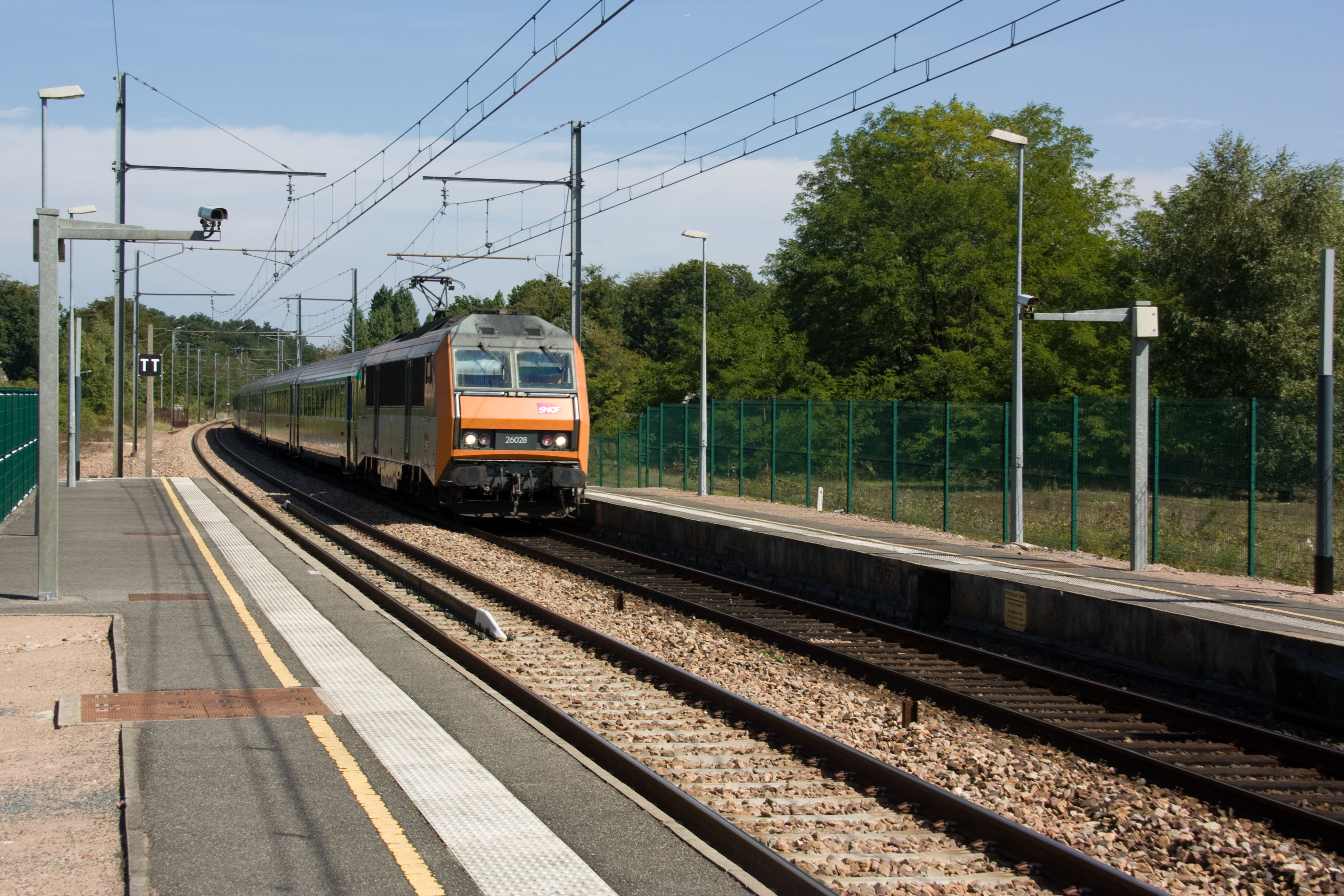
1,5 kV CC en gare de Bourron-Marlotte - Grez.
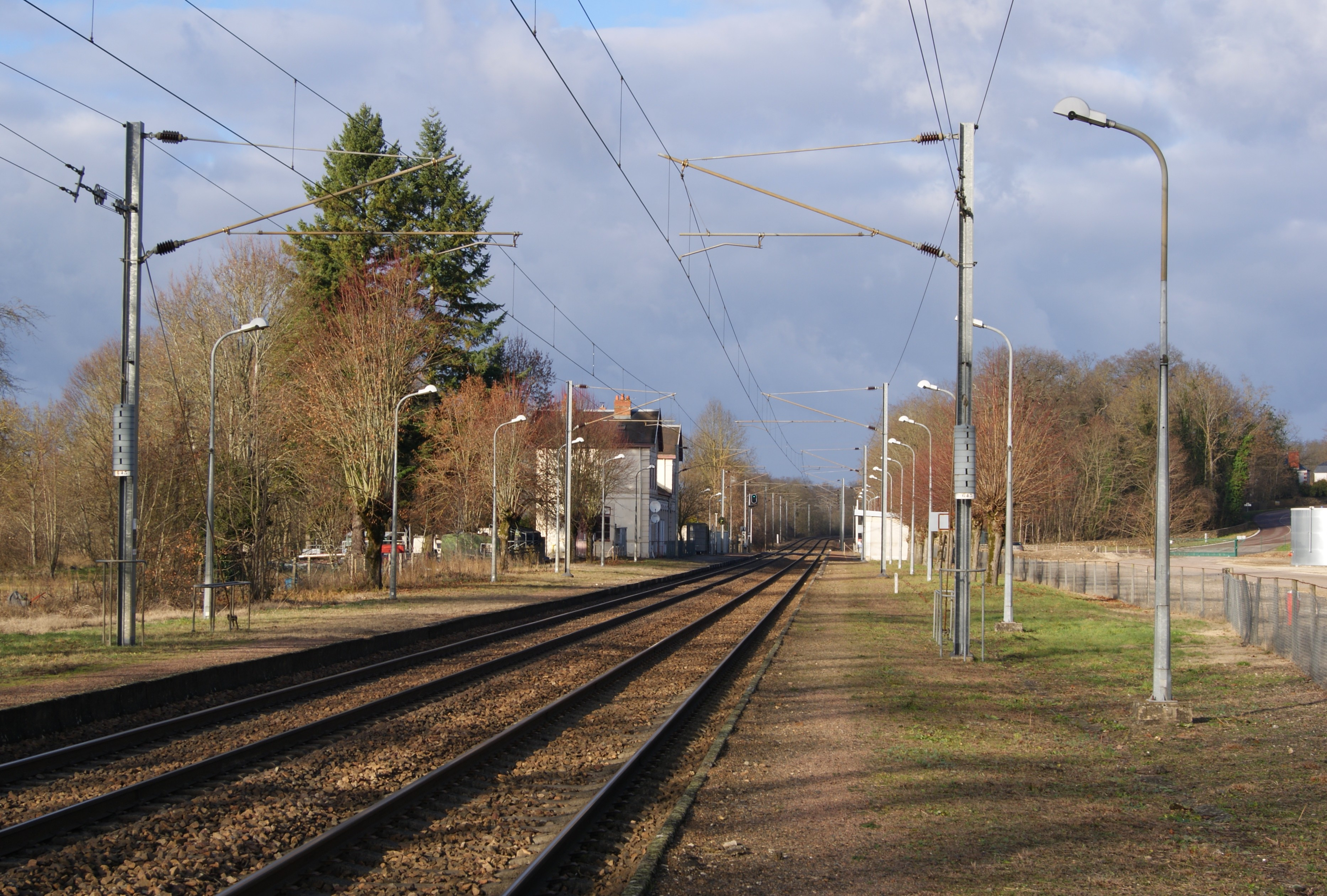
25 kV 50 Hz en gare de Tracy - Sancerre.
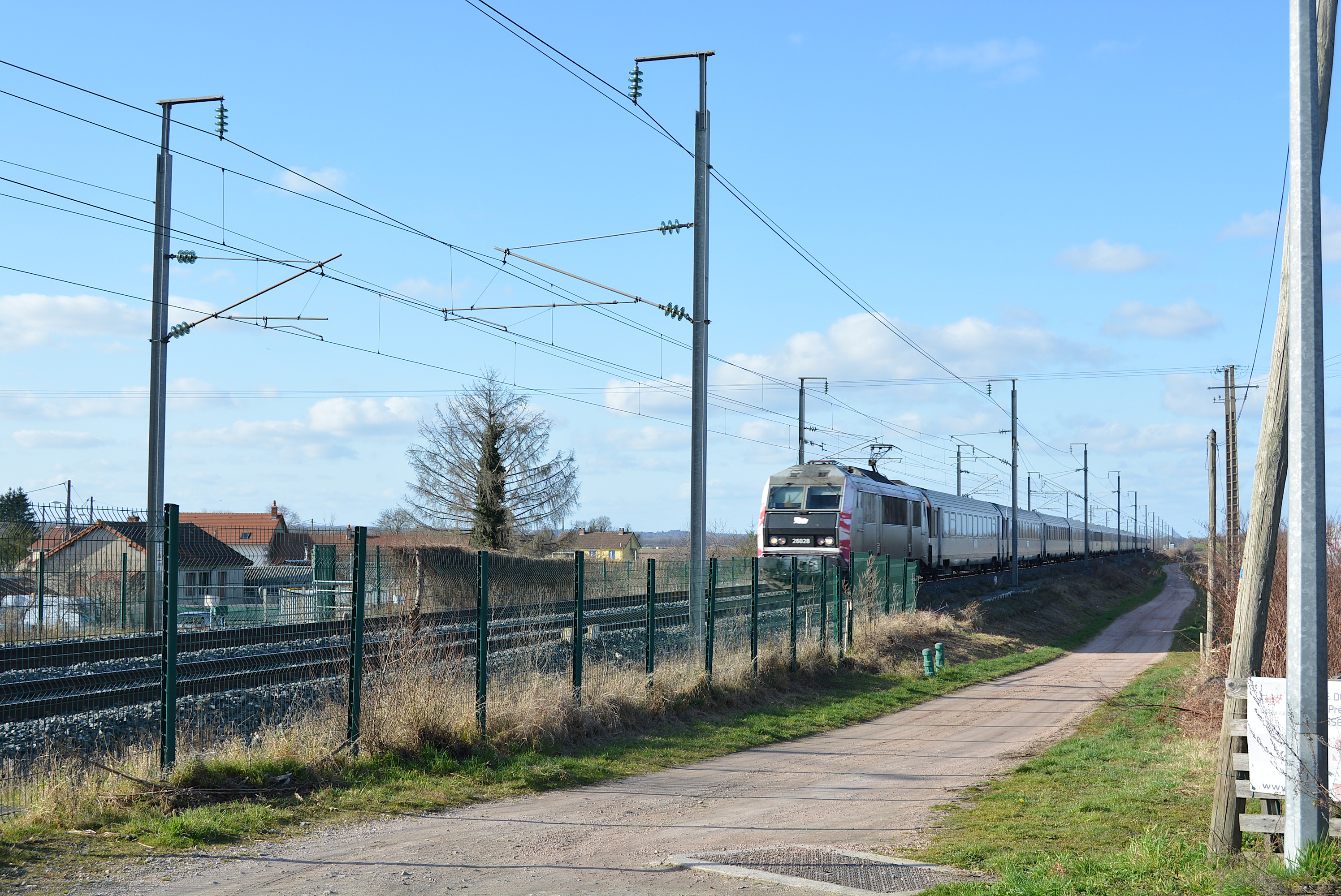
2 × 25 kV 50 Hz à Varennes-sur-Allier.
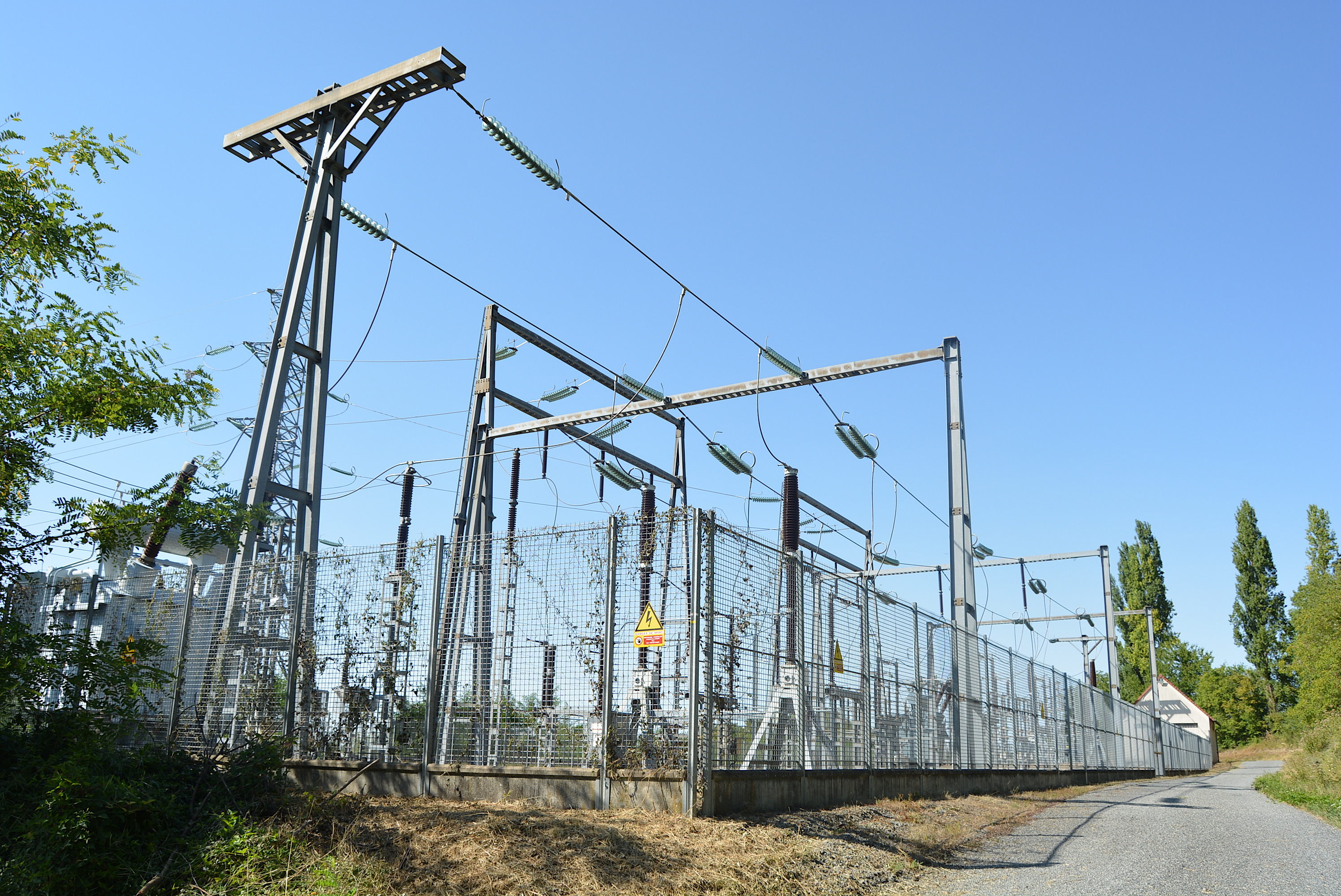
Sous-station de Billy.

### Vitesses limites
Les vitesses limites de la ligne en 2014 pour les trains V 200 (ces trains ont la vitesse limite la plus élevée sur certaines portions de la ligne), ou les AGC au-delà de Saint-Germain-des-Fossés (bifurcation de Vichy), en sens impair, sont indiquées dans le tableau ci-dessous ; toutefois, les trains de certaines catégories, comme les trains de marchandises, sont soumis à des vitesses limites plus faibles.
| De (PK)                                 | À (PK)                                  | Limite (km/h) |
| --------------------------------------- | --------------------------------------- | ------------- |
| Moret-Veneux-les-Sablons                | PK 69,1                                 | 140           |
| PK 69,1                                 | Nemours - Saint-Pierre (PK 86,0)        | 160           |
| Nemours - Saint-Pierre (PK 86,0)        | PK 106,0                                | 180           |
| PK 106,0                                | PK 119,0                                | 140           |
| PK 119,0                                | Gien                                    | 160           |
| Gien                                    | PK 159,2                                | 140           |
| PK 159,2                                | PK 267,9                                | 160           |
| PK 267,9                                | PK 283,7                                | 200           |
| PK 283,7                                | PK 301,0                                | 160           |
| PK 301,0                                | PK 309,6                                | 200           |
| PK 309,6                                | PK 316,3                                | 160           |
| PK 316,3                                | Saint-Germain-des-Fossés BV (PK 354,4)  | 200           |
| Saint-Germain-des-Fossés BV (PK 354,4)  | Bifurcation de Vichy (PK 356,2)         | 160           |
| Bifurcation de Vichy (PK 356,2)         | PK 369,5                                | 140           |
| PK 369,5                                | PK 385,2                                | 130           |
| PK 385,2                                | PK 401,4                                | 110           |
| PK 401,4                                | PK 408,6                                | 120           |
| PK 408,6                                | Roanne BV                               | 140           |
| Roanne BV                               | Balbigny                                | 95            |
| Balbigny                                | Montrond-les-Bains                      | 130           |
| Montrond-les-Bains                      | Saint-Just-sur-Loire (bif. de Clermont) | 110           |
| Saint-Just-sur-Loire (bif. de Clermont) | Saint-Étienne-La Terrasse               | 105           |
| Saint-Étienne-La Terrasse               | Saint-Étienne-Châteaucreux              | 100           |
| Saint-Étienne-Châteaucreux              | Terrenoire (PK 505,6)                   | 90            |
| Terrenoire (PK 505,6)                   | PK 509,5                                | 115           |
| PK 509,5                                | Saint-Chamond                           | 105           |
| Saint-Chamond                           | PK 520,0                                | 125           |
| PK 520,0                                | Givors-Ville                            | 105           |
| Givors-Ville                            | Givors-Canal (bif. PK 539)              | 90            |
| Givors-Canal (bif. PK 539)              | Badan Poste 2                           | 90            |
| Badan Poste 2                           | Pierre-Bénite                           | 115           |
| Pierre-Bénite                           | Oullins                                 | 105           |
| Oullins                                 | Lyon-Perrache Poste 1                   | 80            |
| Lyon-Perrache Poste 1                   | Lyon-Perrache Voyageurs                 | 30            |

## Trafic
La ligne est utilisée pour assurer la relation commerciale de Paris à Clermont-Ferrand entre Moret-Veneux-les-Sablons et Saint-Germain-des-Fossés, la relation commerciale Paris – Montargis – Cosne – Nevers et la relation transversale Nantes – Tours – Lyon entre Nevers ou Saincaize et Roanne. Elle voit également circuler des TER des régions Centre-Val de Loire, Bourgogne-Franche-Comté et Auvergne-Rhône-Alpes.

### TGV
- TGV Paris-Gare de Lyon – Saint-Étienne.

### Intercités
- Relation Paris –  Clermont-Ferrand (arrêts à Nevers et Moulins) par trains à réservation obligatoire[46].
- Relation Nantes – Tours – Lyon (arrêts à Nevers pour rebroussement, Saincaize, Moulins, Saint-Germain-des-Fossés et Roanne)[47].

### Trains régionaux
- TER Centre-Val de Loire : Paris – Montargis – Cosne – Nevers.
- TER Bourgogne-Franche-Comté : Cosne – Nevers, Nevers – Moulins – Paray-le-Monial – Lyon.
- TER Auvergne-Rhône-Alpes : Moulins – Saint-Germain-des-Fossés (tous les trains continuent vers Vichy et Clermont-Ferrand ou au-delà), Clermont-Ferrand – Lyon entre le raccordement de Saint-Germain-des-Fossés et Roanne, Roanne – Saint-Étienne et Saint-Étienne – Lyon.

### Transilien
Les trains de la ligne R circulent entre Moret et Montargis. Il s'agit de missions en provenance de Paris-Gare-de-Lyon et ces trains desservent toutes les gares du parcours à partir de Melun, sauf certains qui ne s'arrêtent ni à Dordives, ni à Ferrières - Fontenay.

## Galerie de photographies

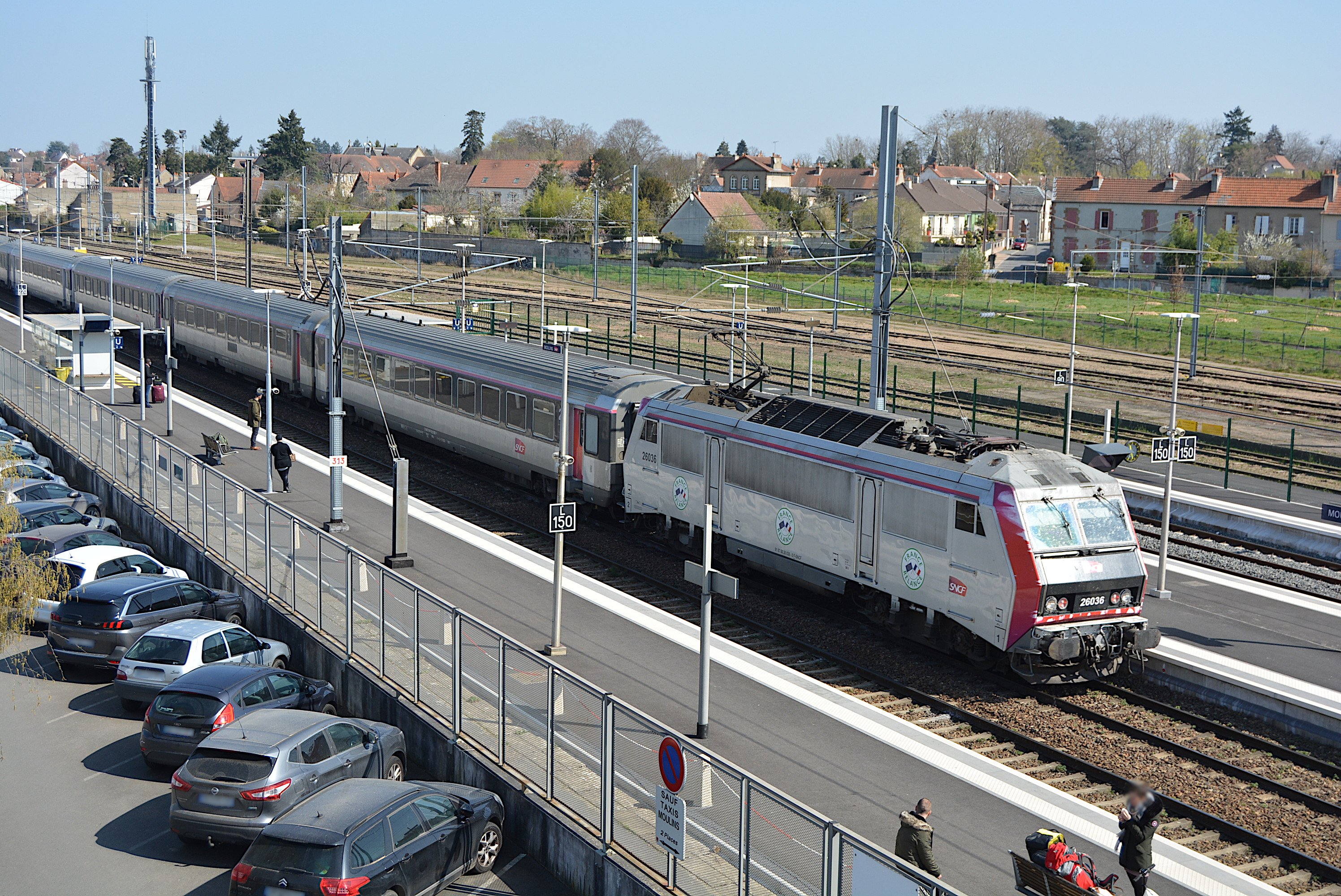
Une BB 26000 sur un Intercités assurant la liaison Paris – Clermont-Ferrand, en gare de Moulins-sur-Allier en 2022.
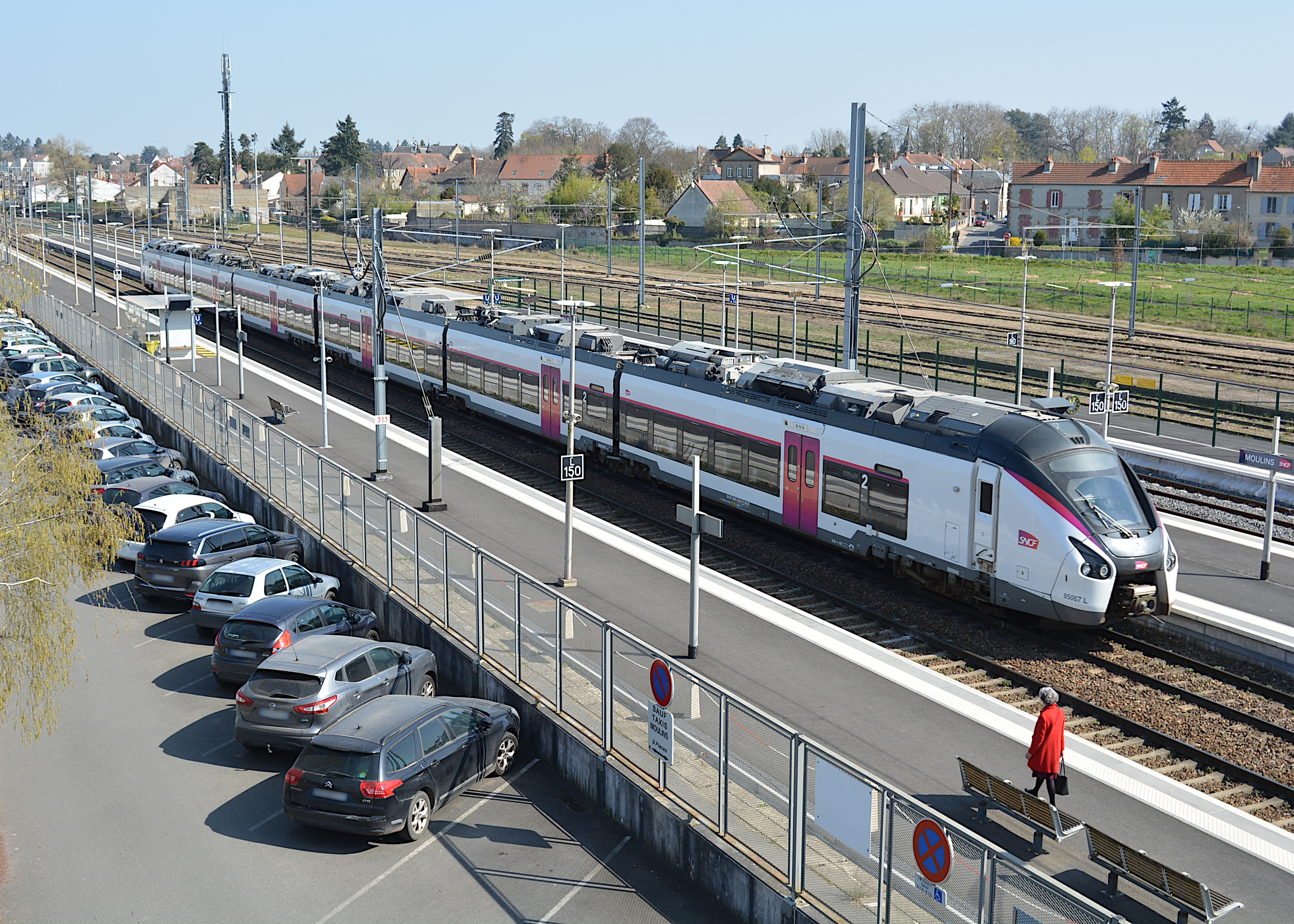
Un Coradia Liner, 85000 assurant la liaison Nantes – Lyon, en gare de Moulins-sur-Allier en 2022.
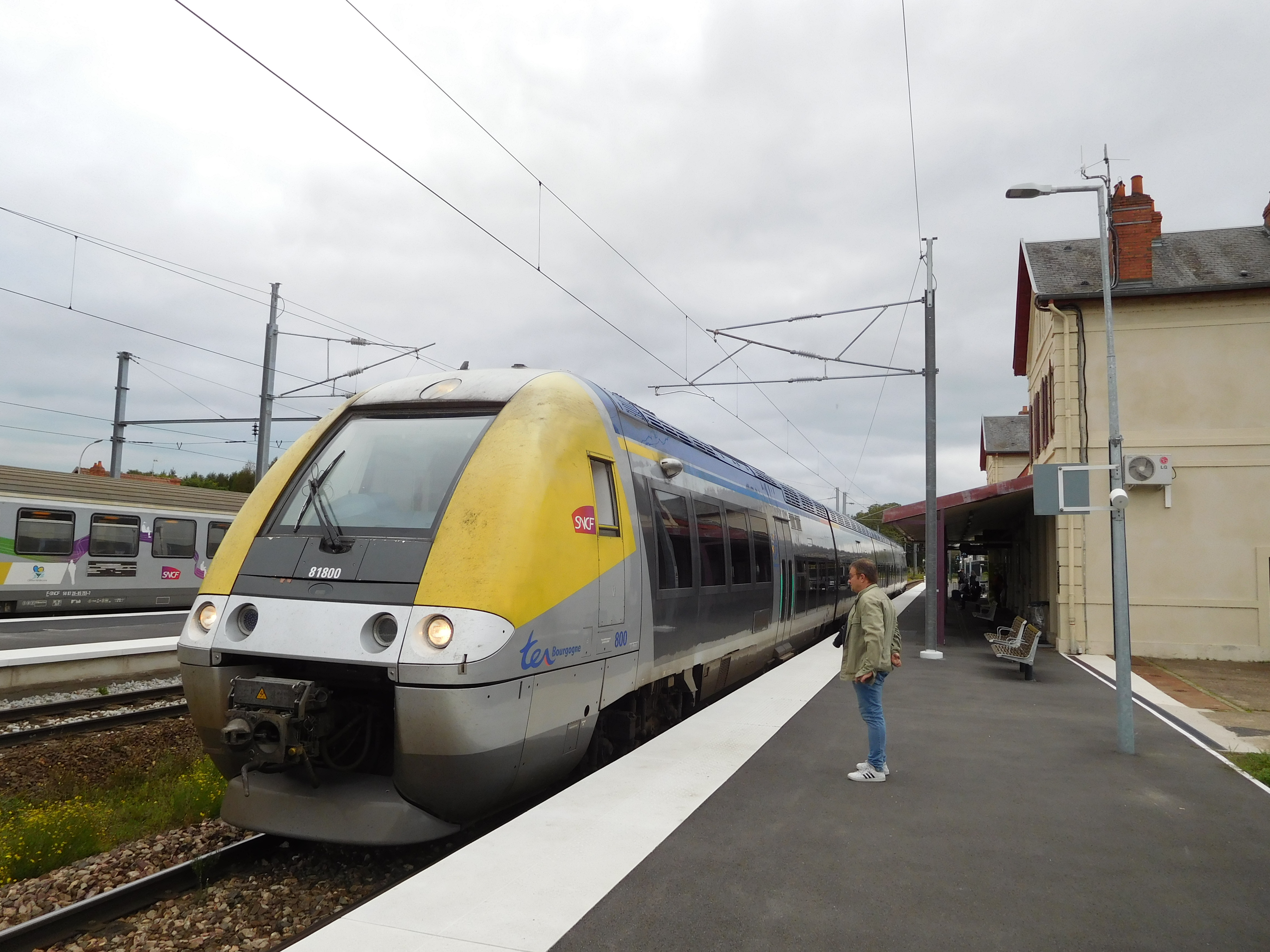
Un B 81500 en gare de Cosne-sur-Loire, en 2020.
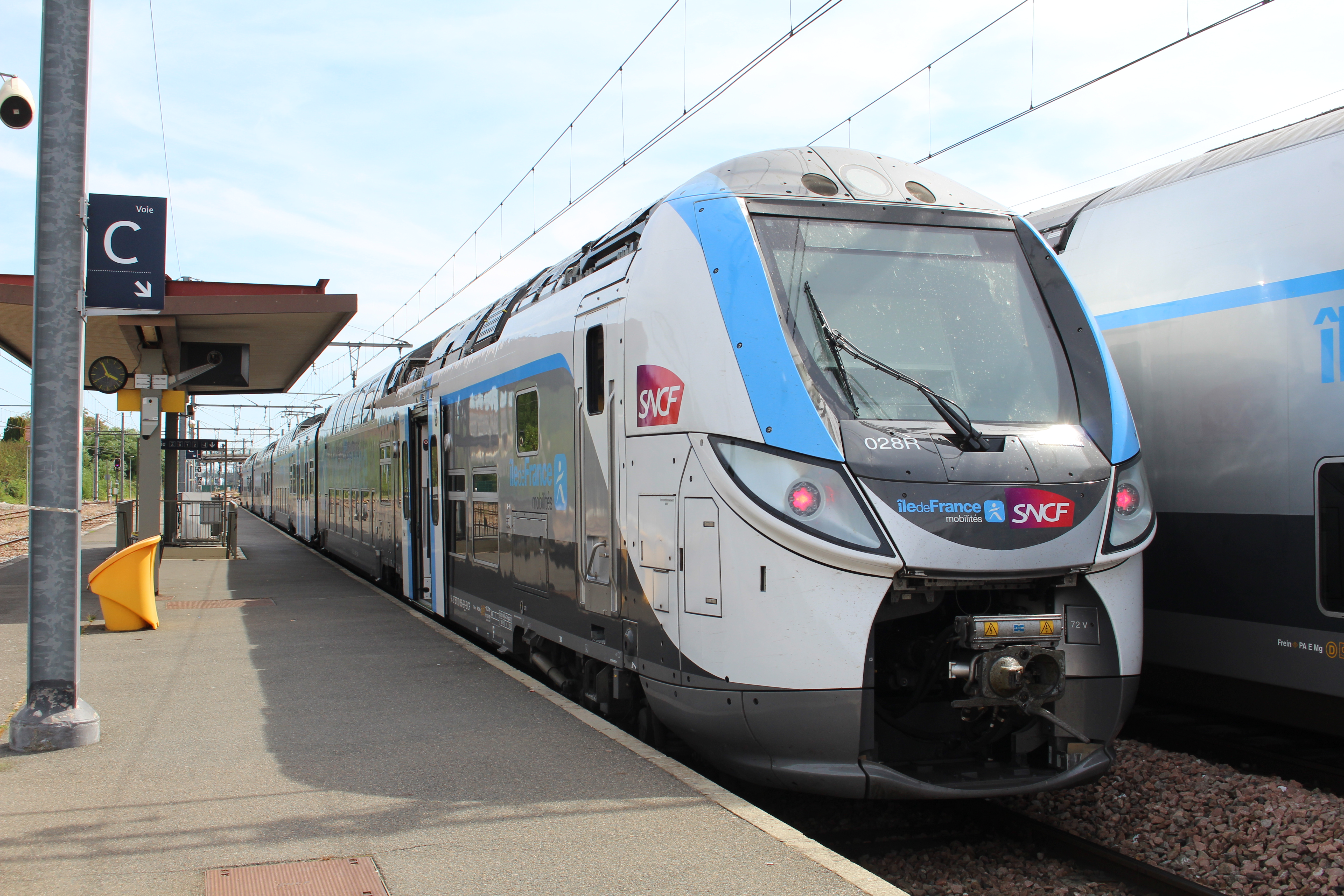
Un Regio 2N en gare de Montargis, en 2019.